# Anthony Réveillère
Anthony Réveillère (wym. [ɑ̃tɔˈni ʁevɛˈjɛʁ]; ur. 10 listopada 1979 w Doué-la-Fontaine) – francuski piłkarz grający na pozycji prawego obrońcy.

## Kariera klubowa
Réveillère jest wychowankiem klubu Stade Rennais FC. Do kadry pierwszej drużyny został włączony w 1997 roku przez ówczesnego trenera zespołu Guya Davida. W Ligue 1 zadebiutował dopiero w rundzie wiosennej, 3 lutego 1998 w zremisowanym 0:0 wyjazdowym meczu z Bastią. Nastoletni wówczas Anthony był za młody na pierwszy skład i w całym sezonie wystąpił ledwie w 8 meczach. Latem w Rennes zmienił się trener i nowy szkoleniowiec Paul Le Guen zdecydowanie postawił na Réveillère na prawej obronie Rennes. Zawodnik przez cały sezon spisywał się dobrze i rozegrał 32 mecze mając przy tym duży udział w zajęciu przez Rennes wysokiego 5. miejsca w lidze. W sezonie 1999/2000 Réveillère leczył kontuzję i zagrał mniej niż połowę ligowych meczów, a do składu wrócił rok później. Odzyskał formę, tak jak i drużyna Rennes, która zakończyła sezon na 6. miejscu, gwarantującym start w Pucharze Intertoto. W sezonie 2001/2002 Anthony był nadal jednym z filarów obrony bretońskiej drużyny i zdobył nawet swojego pierwszego gola w historii występów w Ligue 1 (w wygranym 2:0 meczu z FC Nantes).
W sezonie 2002/2003 Réveillère rundę wiosenną rozegrał w Rennes, ale zimą został wypożyczony na pół roku do hiszpańskiej Valencii. Był graczem podstawowej jedenastki drużyny Rafaela Beníteza, jednak nie błyszczał tak jak na boiskach Ligue 1. Rozegrał 18 meczów i zdobył 2 gole (wygranym 3:0 z Deportivo Alavés i zremisowanym 1:1 z Realem Sociedad. Z Valencią zajął 5. miejsce w lidze, dzięki któremu zespół awansował do Pucharu UEFA.
Latem 2003 Réveillère wrócił do Rennes z wypożyczenia, a niedługo potem mistrz kraju, Olympique Lyon zapłacił za niego blisko 5,7 miliona euro i zawodnik wyjechał do Lyonu. Do zespołu ściągnął go jego były trener z Rennes, Paul Le Guen. W barwach Olympique Anthony zadebiutował 1 sierpnia w przegranym 0:1 wyjazdowym meczu z Lille OSC. Od czasu debiutu niemal nieprzerwanie miał miejsce w podstawowym składzie. Grał w lidze (31 meczów, 1 gol) zdobywając mistrzostwo kraju oraz w Lidze Mistrzów, w której doszedł z Lyonem do ćwierćfinału. Także w sezonie 2004/2005 został mistrzem Francji oraz grał w ćwierćfinale Ligi Mistrzów, a sytuacja ta powtórzyła się w sezonie 2005/2006. Od początku sezonu 2006/2007 Réveillère nadal był podstawowym zawodnikiem swojego klubu i wygrywa rywalizację na prawej obronie z François Clerkiem. Z Lyonem odpadł w 1/8 finału LM. Wiosną 2007 wywalczył swój kolejny tytuł mistrza kraju, a w 2008 roku powtórzył to osiągnięcie. W czerwcu 2013 roku z powodu cięć budżetowych w Lyonie, klub nie zdecydował się przedłużyć umowy z Anthonym, w wyniku czego obrońca przestał być zawodnikiem OL.
Przez cztery miesiące Réveillère był wolnym zawodnikiem. W listopadzie 2013 roku podpisał kontrakt do końca sezonu z włoskim SSC Napoli. 23 października 2014 roku został graczem angielskiego Sunderlandu.
| Sezon   | Klub             | Kraj      | Rozgrywki      | Mecze | Bramki | Rozgrywki Europy   | Mecze | Bramki |
| ------- | ---------------- | --------- | -------------- | ----- | ------ | ------------------ | ----- | ------ |
| 1997/98 | Stade Rennais FC | Francja   | Ligue 1        | 8     | 0      | -                  | -     | -      |
| 1998/99 | Stade Rennais FC | Francja   | Ligue 1        | 32    | 0      | -                  | -     | -      |
| 1999/00 | Stade Rennais FC | Francja   | Ligue 1        | 16    | 0      | Liga Europy UEFA   | 3     | 0      |
| 2000/01 | Stade Rennais FC | Francja   | Ligue 1        | 32    | 0      | -                  | -     | -      |
| 2001/02 | Stade Rennais FC | Francja   | Ligue 1        | 32    | 1      | Liga Europy UEFA   | 3     | 0      |
| 2002/03 | Stade Rennais FC | Francja   | Ligue 1        | 20    | 1      | -                  | -     | -      |
| 2002/03 | Valencia CF      | Hiszpania | Liga BBVA      | 18    | 2      | Liga Mistrzów UEFA | 6     | 0      |
| 2003/04 | Olympique Lyon   | Francja   | Ligue 1        | 31    | 1      | Liga Mistrzów UEFA | 8     | 1      |
| 2004/05 | Olympique Lyon   | Francja   | Ligue 1        | 33    | 0      | Liga Mistrzów UEFA | 8     | 0      |
| 2005/06 | Olympique Lyon   | Francja   | Ligue 1        | 20    | 0      | Liga Mistrzów UEFA | 7     | 0      |
| 2006/07 | Olympique Lyon   | Francja   | Ligue 1        | 30    | 0      | Liga Mistrzów UEFA | 6     | 0      |
| 2007/08 | Olympique Lyon   | Francja   | Ligue 1        | 28    | 1      | Liga Mistrzów UEFA | 7     | 0      |
| 2008/09 | Olympique Lyon   | Francja   | Ligue 1        | 19    | 0      | Liga Mistrzów UEFA | 4     | 1      |
| 2009/10 | Olympique Lyon   | Francja   | Ligue 1        | 30    | 0      | Liga Mistrzów UEFA | 13    | 0      |
| 2010/11 | Olympique Lyon   | Francja   | Ligue 1        | 35    | 0      | Liga Mistrzów UEFA | 8     | 0      |
| 2011/12 | Olympique Lyon   | Francja   | Ligue 1        | 33    | 0      | Liga Mistrzów UEFA | 9     | 0      |
| 2012/13 | Olympique Lyon   | Francja   | Ligue 1        | 27    | 1      | Liga Europy UEFA   | 7     | 1      |
| 2013/14 | SSC Napoli       | Włochy    | Serie A        | 13    | 0      | Liga Mistrzów UEFA | 0     | 0      |
| 2014/15 | Sunderland       | Anglia    | Premier League | 16    | 0      | -                  | -     | -      |

## Kariera reprezentacyjna
Réveillère jeszcze za czasów gry w juniorskiej drużynie Rennes, reprezentował Francję na szczeblach U-15 (10 meczów), U-16 (20 meczów, 1 gol) oraz U-17 (6 meczów). Następnie trafił do kadry młodzieżowej U-21, a 11 października 2003 zadebiutował w pierwszej reprezentacji Francji za selekcjonerskiej kadencji Jacques'a Santiniego w wygranym 3:0 meczu z Izraelem, rozegranym w ramach eliminacji do Euro 2004. Brał także udział w eliminacjach do Mistrzostw Świata w Niemczech, jednak przegrał rywalizację z Willy Sagnolem i na turniej ten nie pojechał.

## Sukcesy
- Mistrzostwo Francji: 2004, 2005, 2006, 2007, 2008 z Olympique Lyon
- Puchar Francji: 2007–08, 2011–12 z Olympique Lyon
- Superpuchar Francji: 2003, 2004, 2005, 2006, 2007 z Olympique Lyon